# Protorhyssalodes arnaudi
Protorhyssalodes arnaudi is een insect dat behoort tot de orde vliesvleugeligen (Hymenoptera) en de familie van de schildwespen (Braconidae). De wetenschappelijke naam van de soort werd voor het eerst geldig gepubliceerd door Perrichot, Nel & Quicke in 2009.